# W cieniu (film)
W cieniu (cz. Ve stínu) – czesko-słowacko-polski dramat polityczno-kryminalny  z 2012 roku w reżyserii Davida Ondříčka. 

## Treść
Akcja toczy się w rządzonej przez komunistów Czechosłowacji w ciągu dwóch tygodni przed tzw. reformą walutową wiosną 1953 roku. Podczas nocnego włamania do sklepu w Pradze, sprawcy rozpruwają kasę i kradną biżuterię. O czyn oskarżony zostaje niejaki Kirsch oraz inni członkowie gminy żydowskiej. Jednak prowadzący śledztwo kapitan Hakl ma co do tego wątpliwości; niespodziewanie władze powierzają sprawę przysłanemu Niemcowi – majorowi Zenke z NRD. Wkrótce podczas napadu na pocztę giną jej pracownicy i zrabowana zostaje znaczna suma pieniędzy. Winą ponownie obarcza się grupę żydowską – staje się oczywiste, że w wyniku tych manipulacji przygotowywany jest polityczny proces pokazowy.
W bezstronnym dążeniu do ustalenia prawdy kapitan Hakl zdobywa dowody wskazujące rzeczywistych sprawców i stopniowo odkrywa wstrząsającą prawdę. Odtąd także życie jego oraz rodziny znajduje się w niebezpieczeństwie. W milicji kolejno odcinają się od niego wszyscy. Milczącego sympatyka swoich działań i postawy znajduje tylko w Niemcu, którego przeszłość kryje ponure tajemnice. Ostatecznie to on okazuje się jedynym sojusznikiem, na którego Czech w potrzebie może liczyć. Cały dramat „jedynego sprawiedliwego w Sodomie” rozgrywa się w cieniu nerwowo oczekiwanej wymiany pieniędzy, która stanowi dramat dla większości społeczeństwa czechosłowackiego.

## Obsada
| - Ivan Trojan – detektyw kapitan Jarda Hakl - Soňa Norisová – Jitka Haklová, jego żona - Filip Antonio – Tom Hakl, ich syn - Sebastian Koch – major Zenke - Jiří Štěpnička – pułkownik Pánek, zwierzchnik Hakla - David Švehlík – por. „Beňo” Beňovsky, podwładny Hakla - Marek Taclík – Bareš z Urzędu Bezpieczeństwa Państwa - Miroslav Krobot – Żyd Kirsch - Norbert Lichý – kryminalista Janata | - Jaroslava Adamová – Bárová - Martin Myšička – Jílek - Halka Třešňáková – tłumaczka - Kryštof Mucha – balistyk Víťa - Richard Stanke – naczelnik z Urzędu Bezp. Państwa - Hynek Čermák – Karlos - Aleš Najbrt – Kung - Tomáš Bambušek – Foll - Ondřej Malý – prokurator - Martha Issová – kwiaciarka |

## O filmie
Obraz powstał w szerokiej koprodukcji (bądź przy współudziale) polskiej, słowackiej, niemieckiej, amerykańskiej i izraelskiej. Początek zdjęć zaplanowano na 5 kwietnia 2011 r., ogółem przewidziano 45 dni zdjęciowych. Całościowe przygotowanie filmu trwało jednak 4 lata, w przeciągu których powstało aż 17 wersji scenariusza. Zdjęcia kręcono w Pradze, w atelier studia Barrandov oraz w Polsce (w Łodzi, Wałbrzychu i Walimiu. 
Produkcja filmu przebiegała przy wsparciu m.in. Polskiego Instytutu Sztuki Filmowej i europejskiego funduszu filmowego „Eurimages”. Premierę zamierzano dedykować aktorowi Radoslavovi Brzobohatému (nie grającemu w filmie), który zmarł dzień przed premierą, kiedy akurat obchodziłby swe 80. urodziny.
Obraz zdobył nagrody Czeskiej Akademii Filmowej za najlepszy film, reżyserię, zdjęcia Adama Sikory oraz muzykę i męską rolę główną (Ivan Trojan) – łącznie 11 „Czeskich Lwów”, oprócz równie licznych nagród czeskiej krytyki filmowej. Zgłoszony był również do amerykańskiego „Oscara” (do konkursu w kategorii „Najlepszy film obcojęzyczny”), lecz nie uzyskał nominacji.
W rosyjskiej wersji językowej (przekład Diany Szwedowej i Andrieja Jefremowa) film był prezentowany w ramach Dni Kina Słowackiego w Moskwie oraz na Festiwalu Kina Europejskiego w Królewcu w 2014 r.